# 2015 en natation
| Années de la natation : 2012 - 2013 - 2014 - 2015 - 2016 - 2017 - 2018    |
| Décennies de la natation : 1980 - 1990 - 2000 - 2010 - 2020 - 2030 - 2040 |

Les faits marquants de l'année 2015 en natation : natation sportive, natation synchronisée, plongeon et water-polo.

## Calendrier international
- 2 au 9 août : Championnats du monde de natation 2015 à Kazan (Russie)[1].

- 10 au 25 juillet : Jeux panaméricains de 2015 à Toronto(Canada).

## Événements
- 31 mars au 5 avril : Championnats de France de natation 2015 à Limoges[2]

## Principaux décès
- 9 mars : Camille Muffat (né en 1989), nageuse, médaillée olympique.